# Schotten-Totten
Schotten-Totten est un jeu de cartes créé par Reiner Knizia, publié en 1999.

## Description
Schotten-Totten s'apparente au jeu simultané de 9 mains différentes de poker, où chaque main ne serait constituée que de 3 cartes. Il y a 9 cartes « frontières » entre les joueurs au début de la partie. Le but est de remporter 5 de ces cartes frontières, ou 3 adjacentes, en posant devant chacune une main de cartes plus forte que celle de l'adversaire.

## Autres versions
En 2000, Schotten-Totten a été réédité sous le nom Battle Line chez GMT Games, avec un changement de thème. Le principe du jeu est similaire, avec de petites modifications de règles (par exemple les cartes sont numérotées de 1 à 10 et non de 1 à 9 comme dans le jeu original).
La réédition de 2004 de Schotten-Totten chez Edge Entertainment intègre quelques compléments issus de Battle Line.
Une réédition du jeu a été annoncée par Iello pour 2016.